# Anna Saská (1437–1512)
Anna Saská (7. března 1437 Míšeň – 31. října 1512 Neustadt an der Aisch) byla rodem saská princezna a sňatkem braniborská kurfiřtka.

## Biografie
Anna byla druhou dcerou z osmi dětí saského kurfiřta Fridricha II. (1412–1464) a jeho manželky Markéty Habsburské (1416/7–1486), dcery rakouského vévody Arnošta Habsburského, zvaného Železný.

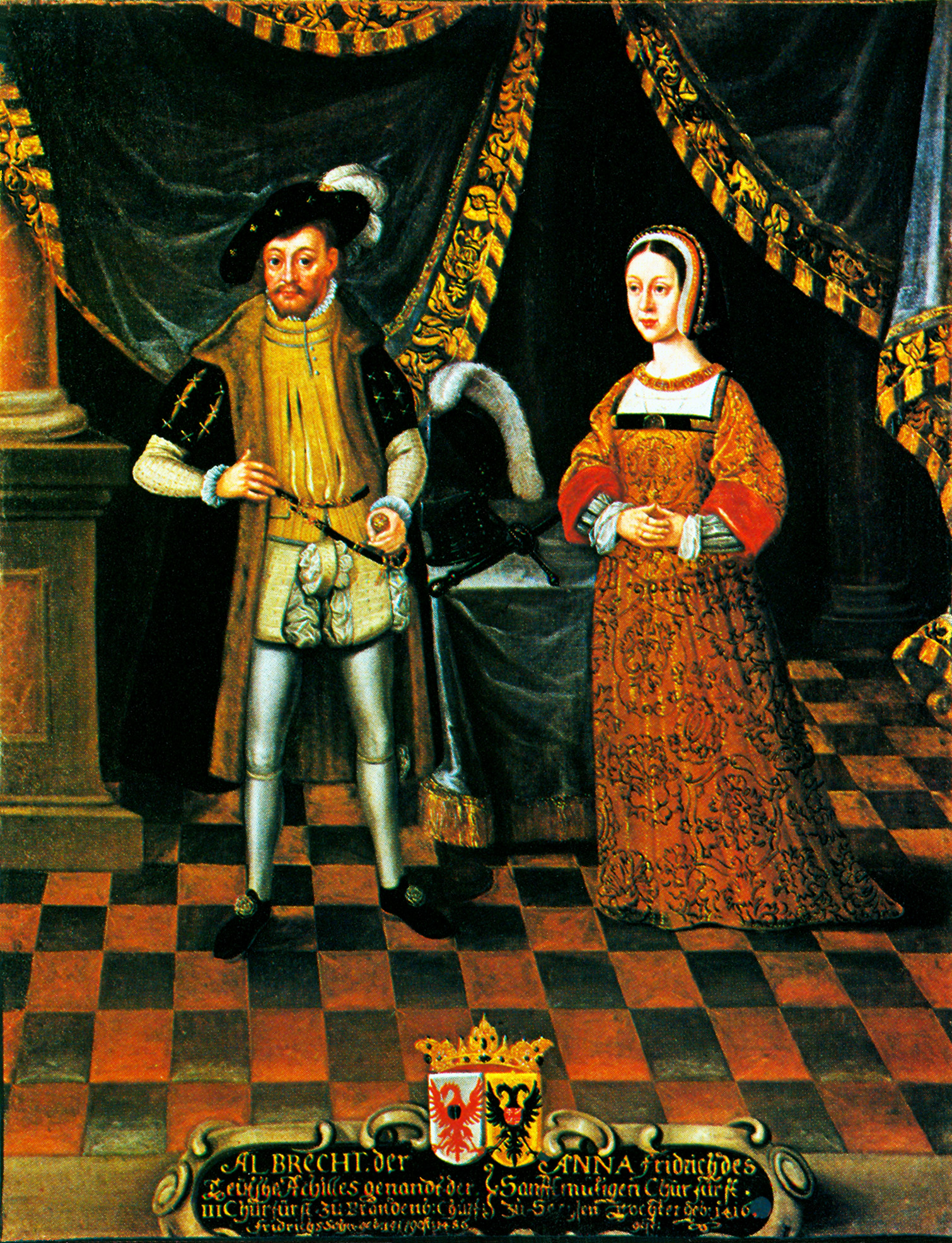
Anna Saská a její manžel Albrecht III. Achilles

### Manželství a potomci
Anna se provdala 12. listopadu roku 1458 v Ansbachu za budoucího kurfiřta Albrechta III. Achilla Braniborského (1414–1486), který se s ní oženil rok po smrti své první ženy Markéty Bádenské († 24. října 1457). Pro ještě užší spojení rodu Wettinů a Hohenzollernů zahrnovala manželská smlouva také sňatek Annina bratra Albrechta s dcerou Albrechta Achilla z prvního manželství Uršulou; k tomuto sňatku však nakonec nedošlo a Albrecht Achilles provdal Uršulu za syna českého krále Jiřího z Poděbrad, minstrberského knížete Jindřicha Staršího, zatímco Albrecht III. Saský se oženil s Jiříkovou dcerou Zdenkou-Sidonií.
Z manželství Anny a Albrechta Achilla vzešlo třináct potomků:
- Fridrich I. (1460–1536), markrabě braniborsko-ansbašský a braniborsko-bayreuthský

∞ 1479 princezna Žofie Jagellonská (1464–1512)
- Amálie (1461–1481)

∞ 1478 falckrabě Kašpar von Zweibrücken (1458–1527)
- Anna (*/† 1462)
- Barbora (1464–1515)

∞ 1. 1472 kníže Jindřich XI. Hlohovský (ca 1430–1476)
∞ 2. 1476 (gesch. 1500) český král Vladislav II. Jagellonský (1456–1516)
- Albrecht (*/† 1466)
- Sibyla (1467–1524)

∞ 1481 vévoda Vilém von Jülich-Berg (1455–1511)
- Zikmund (1468–1495), markrabě braniborsko-kulmbašský
- Albrecht (*/† 1470)
- Dorota (1471–1520), abatyše v Bamberku
- Jiří (1472–1476)
- Alžběta (1474–1507)

∞ 1491 hrabě Hermann VIII. von Henneberg-Aschach (1470–1535)
- Magdalena (1476–1480)
- Anastázie (1478–1534)

∞ 1500 hrabě Vilém VII. von Henneberg-Schleusingen (1478–1559)
Jako Wittum (prostředky připsané nevěstě při uzavření sňatku pro případ jejího ovdovění) byly pro Annu určeny panství a hrad Hoheneck, Leutershausen a Colmberg. Anna se svým sňatkem stala macechou čtyřem dětem Albrechta Achilla z prvního manželství s Markétou Bádenskou. V roce 1470 se Albrecht Achilles, který až dosud vládl ve všech franských državách Hohenzollernů, stal braniborským kurfiřtem. V roce 1473 spoluschválila Anna zákon, jímž se stala Braniborská marka nedělitelnou, což znamenalo, že Albrechtův syn z prvního manželství Jan Cicero se stane braniborským kurfiřtem, kdežto oba Annini synové zdědí společně Franky.

### Vdovství a smrt
Albrecht Achilles ustanovil ve svém testamentu, že Anna dostane důchody a sídelní právo v Neustadtu an der Aisch, Erlangenu, Dachsbachu, Liebenowu a Baiersdorfu, zeměpanská svrchovanost však měla náležet jejich synům. Anna přežila svého manžela o 26 let a sídlila většinou v Neustadt an der Aisch, kde si držela poměrně bujný dvůr.
Zemřela 31. října roku 1512 a byla pohřbena v klášteře v Heilsbronnu, kde si již kolem roku 1502 nechala zřídit hrobku.